# (17173) Evgenyamosov
(17173) Evgenyamosov (1999 RN10) – planetoida z pasa głównego asteroid okrążająca Słońce w ciągu 3,71 lat w średniej odległości 2,39 j.a. Odkryta 7 września 1999 roku.